# Kostrzyca (przystanek kolejowy)
Kostrzyca – nieczynny przystanek kolejowy w Kostrzycy w powiecie karkonoskim, w województwie dolnośląskim, w Polsce.